# Anse-à-Pitres
Anse-à-Pitres (Haitianisch-Kreolisch Ansapit, englisch Clowns’ Cove, deutsch Bucht der lächerlichen Figuren) ist eine Gemeinde im Département Sud-Est von Haiti; sie liegt im Arrondissement Belle-Anse. Anse-à-Pitres ist die südlichste von vier Grenzstädten zur Dominikanischen Republik. 

## Geschichte
Die Gegend von Anse-à-Pitres war ursprünglich unter dem Namen Bois-Sec („trockener Wald“) ein ländlicher Gemeindebezirk von Grand-Gosier. Am 2. September 1891 beschloss das Parlament, hier einen militärischen Stützpunkt unter dem Namen Anse-à-Pitres zu errichten.

## Lage und Beschreibung
Anse-à-Pitres ist als Grenzübergang wegen seiner schlechten Verkehrsanbindung auf haitianischer Seite von geringer Bedeutung. Während der Spannungen zwischen den beiden Nachbarländern in den Jahren 2022/2023, bei denen es der dominikanischen Seite vor allem darum ging, die unerlaubte Einreise von Haitianern zu unterbinden, kam es zu teilweise blutig und tödlich verlaufenden Auseinandersetzungen am Grenzübergang.
Wie alle Gemeinden an der Südküste Haitis ist auch Anse-à-Pitres latent von den Auswirkungen tropischer Wirbelstürme bedroht. Der Hurrikan Laura des Jahres 2020 forderte vier Todesopfer in dem Ort und verursachte starke Verwüstungen.
Neben dem Stadtzentrum Ville de l’Anse-à-Pitre und dem Quartier de Banane bestehen die Gemeindebezirke:
1. Boucan-Guillaume mit Barbe-Pagnol, Bota, Boucan-Guillaume, Boucan-Laloi, Boucan-Nicot, Boucan-Tonton, Cachiman, Cassè-Côtelettes, Cassourde, Croix-Malouque, Figuier-Marassa, Gros Trou, Herbe-Loca, L’Acul, La Hatte, La Saline, Male-Chippe, Mare-Pite, Marteau, Nan Chevrine, Nan Foncement, Nan Louis-Fils, Nan Raymond, Nan Roseau, Parc-Cadot, Pointe-à-Lagène, Recif, Roches-Agoue, Roger, Terre-Rouge, Tête-à-l'eau, Ti Saison und Tresor sowie
2. Bois d’Orme mit Bois-Codéine, Bois-Paris, Bonite, Boucan-Pété, Boulaille, Ca Toussaint, Garreau, Grand-Bois, Magny, Mare-Blanche, Mare-Mahot, Mare Rouge, Nan Plaine, Platon-Pistache, Terre Froide und Ti Malanga.

Die Route Départementale RD-41 verläuft, von der Route Nationale RN-8 im Norden kommend (102 Kilometer), durch Anse-à-Pitres zum Grenzübergang Pedernales.